# Keytar

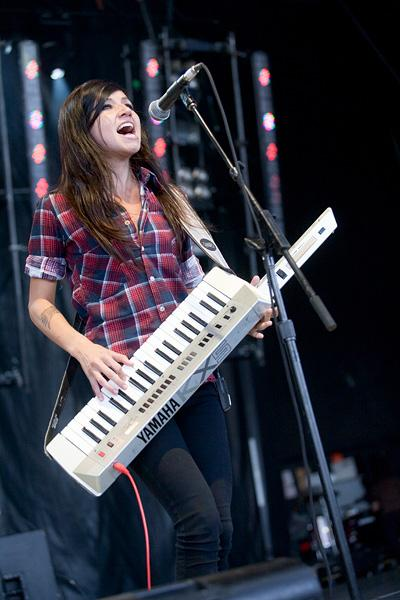
Keytar

Keytar [wym. 'kita:'] – elektryczny lub elektroniczny instrument klawiszowy. Określenie „keytar” to zlepek wyrazów keyboard i guitar. Występuje także pod innymi nazwami, np. shoulder keyboard, strap-on synth, keyboard guitar, synth-axe (nie mylić z SynthAxe), remote keyboard, belly-synth, synth guitar (nie mylić z MIDI Guitar), master keyboard, electroponce, Schmidtkeytar, Kaytar, piano guitar (w Kanadzie), keyboard controller, Synthar, Guitboard, Keyboard Axe (w Australii), Keyboard-tar, Glam Board.
Keytar jest stosunkowo lekki, może posiadać wbudowany syntezator lub służyć jako klawiatura sterująca, podobnie jak gitara posiada pasek, który można przełożyć wokół szyi i ramion. Keytar pozwala muzykom na większy zakres ruchu w porównaniu do konwencjonalnych instrumentów klawiszowych, które są umieszczone na stojakach. Sterowanie dźwiękiem oraz specyficzne efekty specjalne takie jak vibrato czy portamento umieszczone są na gryfie instrumentu.

## Historia powstania instrumentu
Przez wielu za wynalazcę tego instrumentu uznawany jest Steve Masakowski, inne głosy wskazują na osobę Petera Hartlauba. Keytar został spopularyzowany w 1980 przez zespoły glam metalowe i glam rockowe, oraz muzyków gatunków synth pop i new wave. W latach 90. zmieniające się trendy w muzyce zmniejszyły popularność keytarów. Powrót popularności nastąpił w 2000 roku, kiedy to instrument ten zaczął być wykorzystywany przez zespoły takie jak The Black Eyed Peas, Motion City Soundtrack, No Doubt, Steely Dan, Lady Gaga i Muse.
Znanymi producentami keytarów są: Moog, Roland, Yamaha, Korg, Manson i Casio. Obecnie Roland AX-Synth, Roland AX-09 „Lucina” oraz Alesis Vortex są jedynymi masowo produkowanymi keytarami na rynku.

## Elementy keytaru
- Klawiatura muzyczna
- Wyświetlacz (ekran)
- Generator rytmu i akordów
- Sekwencer
- Moduł dostępu do pamięci masowej (dysk twardy, port USB (do podłączenia np. pendrive'a) lub stacja dyskietek)
- Generator dźwięku (moduł dźwiękowy)
- (często) akumulator i podstawka pod nuty
- Zasilacz sieciowy